# Killzone: Liberation
Killzone: Liberation (укр. Killzone: Звільнення) — відеогра, шутер від третьої особи, розроблений студією Guerrilla Games для ігрової консолі PlayStation Portable. Гра була випущена 31 жовтня 2006 року в Північній Америці, 3 листопада 2006 року в Європі і 8 листопада 2006 року в Австралії. Killzone: Liberation є сюжетним продовженням гри Killzone, але не належить до основної серії та передує Killzone 2.

## Ігровий процес
Killzone: Liberation наслідує ігровий процес Killzone, але дія відбувається з видом від третьої особи в ізометричній перспективі. В цій грі гравець керує тільки одним бійцем — Яном Темпларом, але іноді поряд з ним борються напарники чи врятовані союзники. Тут Ян, на відміну від оригінальної Killzone, здатний не лише займати стаціонарні вогневі точки, а також керувати технікою і користуватися реактивним ранцем. Впродовж гри він знаходить гроші, за які в спеціальних точках може придбати нову зброю, або вдосконалити наявну. В Killzone: Liberation існують випробування, такі як виконати завдання за певний час, за виконання яких гравець винагороджується посиленням свого персонажа.

## Сюжет
Минуло два місяці після подій Killzone. Війська ІСА знайчно потіснили хелґастів на планеті Векта, проте південна півкуля лишається під контролем загарбників, яких очолює генерал Армін Метрак. Ян Темплар продовжує боротьбу та отримує завдання визволити полонених. До Яна приєднуються товариші Люґер і Ріко Веласкес.
Яна посилають врятувати військового міністра Геффа Мілчера, генерала Двайта Стратсона, та вчену Евелін Баттон, літак яких впав у болотах. Наближаючись до мети, він зустрічає хелґанського полковника Тендона Кобара, що вбиває Мілчера. Темплару вдається знищити крокуючий танк Кобара. Той каже, що в командуванні ІСА є зрадник, яким виявляється Стратсон, що застрелює Кобара до того як він назве його ім'я.
Темплар бере участь в штурмі фортеці Метрака, звідки визволяє Евелін, в чому йому допомагає Люґер. Подолавши елітні війська хелґастів, Ян стикається з Метраком і вбиває його. Разом з Евелін йому вдається втекти з фортеці до того, як вона руйнується.
У додатковому епізоді Яна посилають у захоплену хелґастами столицю планети, Векта-сіті. Попри загибель Метрака загарбники діють скоординовано. Командування ІСА підозрює, що товариш Яна, Ріко, зрадник і постачає ворогами інформацію. Ян вирушає на пошуки Ріко, від якого дізнається, що справжній зрадник — це Стратсон, який і командує хелґастами на планеті. Зрадник ховається за елітною охороною, проте Темплар долає її та ранить генерала, котрого потім арештовують ІСА.